# Duilio (Schiff)
Die Duilio war ein 1923 in Dienst gestellter Passagierdampfer der italienischen Reederei Navigazione Generale Italiana, der für den Passagier- und Frachtverkehr von Italien in die Vereinigten Staaten und später nach Südamerika verwendet wurde. 

## Das Schiff
Das 24.281 BRT große Dampfturbinenschiff Duilio wurde bei Cantieri Navali Ansaldo di Sestri Ponente in Genua gebaut. Sie war das Schwesterschiff der Giulio Cesare (22.576 BRT), die bei Swan, Hunter & Wigham Richardson im englischen Wallsend  entstand. Der Bau der beiden Schiffe war noch vor Ausbruch des Ersten Weltkriegs beschlossen worden. Der Krieg hatte das Vorhaben aber vorerst zum Stillstand gebracht, sodass beide Schiffe erst nach Kriegsende in Dienst gestellt werden konnten. Die Duilio wurde 1914 auf Kiel gelegt und lief am 9. Januar 1916 vom Stapel. Zur Fertigstellung kam es erst 1923. 
Die Duilio war 193,7 Meter lang, 23,3 Meter breit und hatte zwei Schornsteine, zwei Masten und vier Propeller. Sie wurde von vier Dampfturbinen angetrieben, die 24.000 PS leisteten und eine Geschwindigkeit von 19,5 Knoten ermöglichten. Der Rumpf der Duilio war in 17 wasserdichte Abteilungen aufgeteilt, was die von der International Convention for the Safety of Life at Sea 1914 festgelegte Norm von mindestens 12 Abteilungen weit übertraf. Als erstes italienisches Dampfschiff verfügte sie zudem über Vorrichtungen zur Dämpfung der Rollbewegung. In den Passagierunterkünften konnten 280 Passagiere in der Ersten Klasse, 670 in der Zweiten Klasse und 600 in der Dritten Klasse untergebracht werden. 
Die Duilio lief am 29. Oktober 1923 in Neapel zu ihrer Jungfernfahrt nach New York aus. Am 24. Juli 1928 begann ihre letzte Überfahrt auf dieser Strecke. Danach wurde sie im Südamerika-Dienst eingesetzt und fuhr von Genua nach Buenos Aires. 1932 wurden die größten italienischen Reedereien – die Navigazione Generale Italiana (Hauptsitz in Genua), die Cosulich Società Triestina di Navigazione (Hauptsitz in Triest) und der Lloyd Sabaudo (Hauptsitz in Turin) – durch Benito Mussolini verstaatlicht und zur Società Italia Flotte Riuniti zusammengefasst. Die Flotten dieser Reedereien wurden zusammengelegt und die Duilio kam so unter neue Eignerschaft. Ab 1933 wurde die Duilio zusammen mit der Giulio Cesare im Südafrika-Dienst eingesetzt. 
1933 wurde sie an den Lloyd Triestino verchartert und 1937 an ihn verkauft. 1940 wurde das Schiff aufgelegt. 1942 wurde die Duilio vorübergehend an das International Committee of the Red Cross (ICRC) verchartert und anschließend in San Sabba bei Triest erneut aufgelegt. Dort wurde sie am 10. Juli 1944 bei einem alliierten Bombenangriff versenkt. Das Wrack wurde gehoben und 1948 in Triest verschrottet.